# Sayeret Matkal
Sayeret Matkal (hebraisk: סיירת מטכ"ל) er en specialstyrkeenhed i Israels forsvar. Enhedens hovedrolle er antiterrorisme, dyb rekognoscering og efterretning, men enheden er primært en enhed, der samler informationer på området og bliver vant til at erhverve strategisk information. Sayeret Matkal er også leder af gidselmissioner uden for Israels grænser.
Enheden er modelleret på British SAS og rapporterer organisatorisk til Israels militære efterretningstjeneste. Dens kaldenavn er simpelthen "Enheden." Envoys motto er lånt fra SAS, "Who Dares Wins.
"Enheden er bedst kendt for Operation Thunderbolt, almindeligvis kendt som Operation Entebbe, hvor de reddede mere end 100 Air France-flypassagerer ombord på et fly, der var blevet kapret og fløjet til Uganda af PLO-terrorister. De dræbte 53 gidseltagere og ugandiske tropper, mens de blot mistede lederen af missionen Yonatan Netanyahu og tre gidsler.